# Marcos Juárez
Marcos Juárez é uma cidade do leste da província de Córdova, Argentina, e capital do departamento homónimo.
Encontra-se na Pampa Húmeda, a 60 km ao leste de Bell Ville, a 256 km de Córdoba e a 25 km do limite com a provincia de Santa Fe, comunicada pela rodovia Ruta Nacional 9.
Possui 24.226 habitantes segundo o Censo Nacional de Población 2001 e 26.452 pobladores segundo o Censo Provincial 2008.
Marcos Juárez é conhecida na região pelo crescimento económico sustentável relacionado com  os setores agropecuaria e agroindustrial. Também é conhecida como a “Cidade do Emprego”  pois tem demostrado que apesar da situação económica desfavorável da Argentina o desemprego em  Marcos Juárez apenas era de 1,5 % da população económicamente ativa enquanto a nível nacional era de 8,8%.

## Clima
Sub-tropical, monzónico, temperado úmido. A temperatura média máxima anual, 24.2 °C, com uma máxima absoluta de 42.0 °C; Tº media mínima anual, 11.1 °C, com uma mínima absoluta de -10.2 °C; velocidade do vento promedio, 6,7 km/h; chuvas anuais, 896 mm; período medio sem geadas, 256 días.
| Dados climatológicos para {{{localidade}}} | Dados climatológicos para {{{localidade}}} | Dados climatológicos para {{{localidade}}} | Dados climatológicos para {{{localidade}}} | Dados climatológicos para {{{localidade}}} | Dados climatológicos para {{{localidade}}} | Dados climatológicos para {{{localidade}}} | Dados climatológicos para {{{localidade}}} | Dados climatológicos para {{{localidade}}} | Dados climatológicos para {{{localidade}}} | Dados climatológicos para {{{localidade}}} | Dados climatológicos para {{{localidade}}} | Dados climatológicos para {{{localidade}}} | Dados climatológicos para {{{localidade}}} |
| Mês                                        | Jan                                        | Fev                                        | Mar                                        | Abr                                        | Mai                                        | Jun                                        | Jul                                        | Ago                                        | Set                                        | Out                                        | Nov                                        | Dez                                        |                                            |
| ------------------------------------------ | ------------------------------------------ | ------------------------------------------ | ------------------------------------------ | ------------------------------------------ | ------------------------------------------ | ------------------------------------------ | ------------------------------------------ | ------------------------------------------ | ------------------------------------------ | ------------------------------------------ | ------------------------------------------ | ------------------------------------------ | ------------------------------------------ |
| Precipitação (mm)                          | 113,6                                      |                                            | 102,5                                      |                                            |                                            | 11,3                                       | 25,1                                       |                                            |                                            |                                            | 99,5                                       |                                            |                                            |

## Esportes
A cidade conta com vários clubes esportivos. Os mais destacados são Argentino (fundado em 1906) e San Martín (1950). Históricamente, Argentino priorizou o futebol sobre as demais disciplinas, como na maioria dos clubes do país. Conta com uma grande historia e na década de '80 chegou perto de disputar o Campeonato Nacional B. O clube San Martín logrou seus maiores éxitos a través do basquete, disputando as primeras categorias nacionais.

## Experimentação agropecuaria
Perto da cidade se encontra a Estación Experimental Agropecuaria Marcos Juárez do Instituto Nacional de Tecnología Agropecuaria

## Cidades Irmãs
Depois de ter concluído os passos propostos e impulsionado pelo Centro Internacional de Negócios "Productiva" na Argentina, junto com a Câmara de Comércio, Indústria e Turismo China-América Latina e os Municípios de Marcos Juarez e Qing Gong Chen, 22 de setembro de 2009, uma delegação do público - privado reeleito liderado pelo prefeito Eduardo R. Avalle e membros do governo e das empresas coordenadas por Gustavo Biagiotti Media Manager e consultor protocolo Paul Zhou, materializou a assinatura da ata de geminação sob CENTRAL CHINA EXPO, a mega-exposição asiático, tendo também a presença de prefeitos, primeiros-ministros, ministros e secretários de Leste e América Latina. Prevemos nova geminação no Oriente e no MERCOSUL.

## Cidades Co-Irmãs
- Genola,
- Gong Qing Chen,